# 马拉孔
马拉孔（法語：Maracon）是瑞士联邦西部法语区的沃州下设的一个镇。在行政上属于拉沃-奥龙区管辖。马拉孔的总面积为4.38平方公里。截至2010年底，总人口为455。